# Beckov

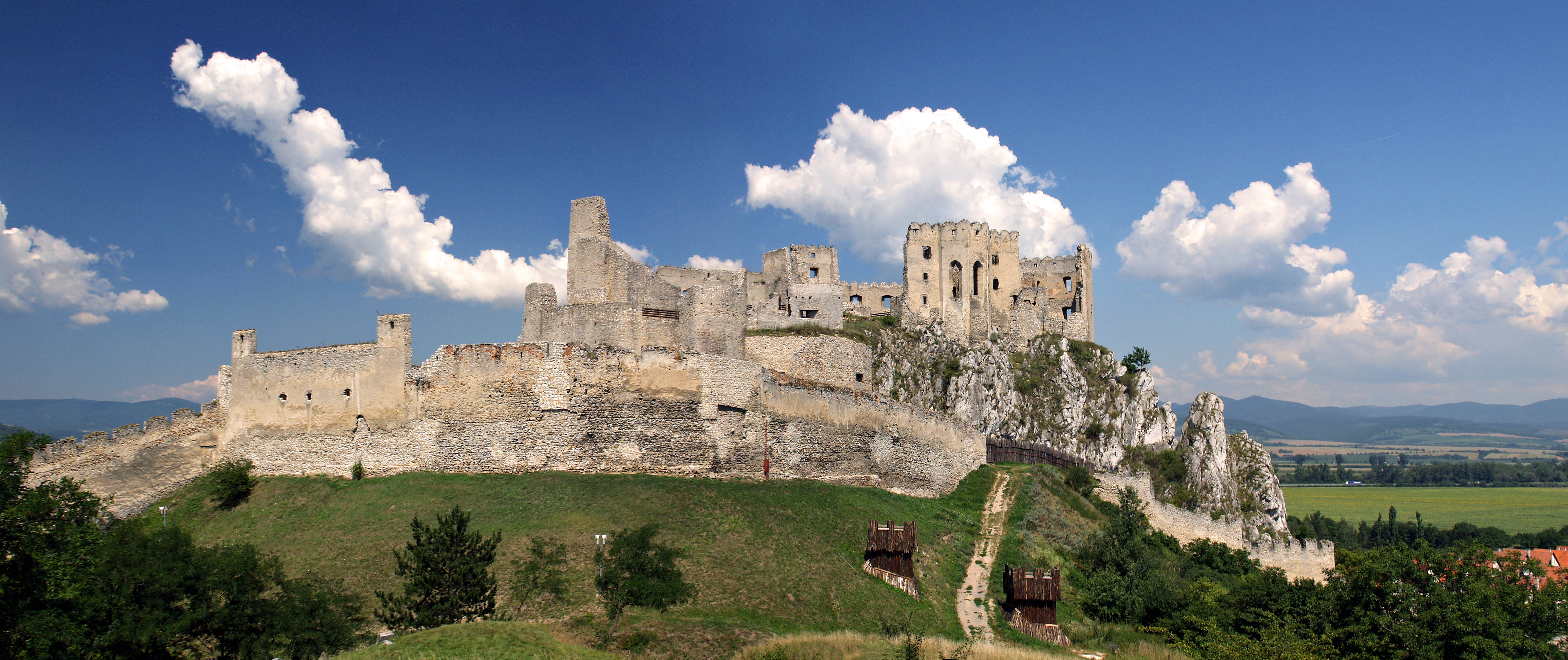
Beckov

Beckov (Hongaars: Beckó) is een Slowaakse gemeente in de regio Trenčín, en maakt deel uit van het district Nové Mesto nad Váhom.
Beckov telt 1.330 inwoners.